# Fred Vargas
Pour les articles homonymes, voir Audoin, Rouzeau, Audoin-Rouzeau et Vargas.
Fred Vargas, nom de plume de Frédérique Audoin-Rouzeau, née le 7 juin 1957 à Paris, est une archéozoologue et romancière  française. Elle est connue pour ses romans policiers qui mettent en scène, pour la plupart, le commissaire Adamsberg. Plusieurs de ses livres ont été adaptés au cinéma et à la télévision.
En mai 2018, elle reçoit le prix Princesse des Asturies.

## Biographie

### Années de formation
Fred Vargas est la fille de l'écrivain Philippe Audoin et d'une ingénieure chimiste. Son frère est l'historien Stéphane Audoin-Rouzeau et sa sœur jumelle l'artiste peintre Jo Vargas.
Elle fait ses études secondaires au lycée Molière à Paris et est titulaire d'un doctorat en histoire de l'université Paris 1. Son ouvrage Ossements animaux du Moyen âge au monastère de La Charité-sur-Loire, publié en 1986 aux Publications de la Sorbonne, est dérivé de sa thèse intitulée Archéozoologie de la Charité-sur-Loire médiévale, soutenue trois ans plus tôt, qui lui a valu le Prix national d'histoire de la Fondation Dèze.
Elle travaille pendant 15 ans comme chercheuse au CNRS. Elle est spécialiste d'archéozoologie. Elle travaille également sur des chantiers de fouilles archéologiques, notamment rue de Lutèce (face au Palais de Justice) à Paris et au monastère de La Charité-sur-Loire.

### Carrière littéraire
Fred Vargas écrit son premier roman policier, Les Jeux de l'amour et de la mort, au milieu des années 1980 en parallèle à son travail sur un chantier archéologique dans la Nièvre. Cela lui permet de gagner le prix du premier roman du festival de Cognac et de publier ce roman dans la collection Le Masque. Elle choisit le pseudonyme de Fred Vargas à partir de celui de sa sœur jumelle Joëlle, peintre connue sous le nom de Jo Vargas ; hommage à Maria Vargas, personnage joué par l'actrice Ava Gardner dans le film La Comtesse aux pieds nus.
Elle publie à un rythme soutenu une quinzaine de romans, des nouvelles et deux bandes dessinées en collaboration avec Edmond Baudoin. Ses livres la font régulièrement apparaître parmi les dix romanciers ayant le plus vendu (toutes éditions confondues) sur une année, classés par Le Figaro.
Elle fait de son frère Stéphane Audoin-Rouzeau le personnage d'un de ses romans.

### Engagement
Elle est décrite par Le Monde comme étant, avec sa sœur Jo Vargas, « marquées à gauche ».
À partir de 2004, Fred Vargas s'engage très activement dans la campagne qui réunit nombre de personnalités politiques et d'intellectuels de gauche et d'extrême gauche français protestant contre l'extradition de l'activiste et terroriste italien d'extrême gauche Cesare Battisti, condamné pour quatre meurtres dans la péninsule. Elle rédige La Vérité sur Cesare Battisti et, avec la chanteuse Lio et le maire socialiste du 9e arrondissement de Paris, constitue un comité et organise une soirée au nom de « l’honneur de la France et de la parole donnée »,. Elle enquête pendant sept ans sur ce cas  et, en 2014, écrit la préface d'un ouvrage de Carlos A. Lungarzo consacré à l'ex-terroriste. En 2015, elle le soutient toujours alors que celui-ci est menacé d'extradition depuis le Brésil. En 2019, ce dernier reconnaîtra avoir directement participé à deux assassinats et en avoir commandité deux autres sans que cela ébranle les convictions de l'auteur qui déclare : « Je maintiens mon soutien à Cesare Battisti » « Je n'ai pas clamé son innocence en me basant sur une conviction, mais sur des recherches scientifiques. Je suis chercheur à la base, avant d'être écrivain. Et je maintiens mes conclusions ».
Elle soutient en 2018 le collectif européen « Pacte Finance Climat » destiné à promouvoir un traité européen en faveur d'un financement pérenne de la transition énergétique et environnementale pour lutter contre le réchauffement climatique[source insuffisante].
En avril 2019, elle publie L'Humanité en péril, un ouvrage sur la « catastrophe » en cours au niveau du climat et de la biodiversité. Sur France Inter, elle explique qu'elle a voulu faire un ouvrage accessible à tous, pour donner accès à l'information que les gouvernants auraient choisi de passer sous silence, sur l'ensemble des impasses de notre mode de vie : disparition des espèces, augmentation de la température, épuisement des ressources minières. Elle espère de cet ouvrage un sursaut de la population, qui une fois informée, saura contraindre, sans violence, les gouvernants à changer de cap[source insuffisante]. Pour Libération, les arguments employés par Fred Vargas dans cet essai sont « convenus, voire imprécis. ». En juin 2020, elle en publie une édition augmentée d’un chapitre sur la COP 25, pointant de nouvelles menaces[source insuffisante]
En 2022, elle publie L'Humanité en péril 2 où elle renouvelle son constat alarmant.

## Œuvre

### Présentation
La principale série de Fred Vargas est celle du commissaire Jean-Baptiste Adamsberg. Vargas a aussi publié, avant les années 2000, plusieurs romans sans ce personnage. Elle a écrit quelques textes non narratifs et a collaboré plusieurs fois avec le dessinateur Edmond Baudoin, pour des bandes dessinées et des recueils de nouvelles illustrés.
Parmi les caractéristiques du style de Vargas, on trouve une attention importante portée aux personnages et intrigues secondaires et aux dialogues, ainsi qu'une forte présence des légendes et de l'Histoire. Ses romans font aussi la part belle à l'humour et la poésie.

### Personnages principaux de la brigade dirigée par Adamsberg
Direction
- Jean-Baptiste Adamsberg : personnage principal de la plupart des romans, commissaire flâneur et flegmatique, dépourvu de véritable méthode d'investigation. On sait qu'il mesure 1,71[Notes 1], presque toujours vêtu de toile noire souvent froissée, qu'il a une « belle gueule » bien que rien dans son visage ne soit à sa place et qu'il ne peut rester longtemps assis, il doit marcher. C'est un homme à l'esprit ouvert qui possède envers autrui une grande empathie.

Officiers
- Adrien Danglard : capitaine – puis commandant – homme méthodique au savoir immense ; premier adjoint au commissaire ; divorcé, père de cinq enfants qu'il élève seul et grand consommateur de vin blanc et de bière.
- Mordent : capitaine – puis commandant – deuxième adjoint au commissaire.
- Violette Retancourt : lieutenante très appréciée de Adamsberg. De stature et corpulence respectables[Notes 2], elle peut « tout » faire en convertissant son énergie, et est surnommée la « déesse » de la brigade par le commissaire. Retancourt a inspiré Josée Dayan pour son personnage de la capitaine Marleau interprétée par Corinne Masiero. Cette dernière interprétait déjà Retancourt dans les cinq téléfilms réalisés par Josée Dayan[21].
- Hélène Froissy : lieutenante. Obsédée par la nourriture et cependant très mince, elle en cache partout. Mais nourrit dès que nécessaire les membres de la brigade, qui d'ailleurs connaissent toutes ses « planques ». Informaticienne du groupe.
- Mercadet : lieutenant, informaticien également, possède une particularité : doit dormir absolument toutes les trois heures, mais réussit à combler ce handicap par son efficacité et son entrain au sein du service d'Adamsberg.
- Voisenet : lieutenant, s'intéresse à la zoologie, en particulier l'ichtyologie.
- Noël : lieutenant, « issu de la rue » ; peut être assez brutal et colérique, surtout « en interne ».
- Louis Veyrenc : lieutenant, Béarnais comme Adamsberg. A une chevelure brune parsemée de zebrures rousses, conséquence d'un traumatisme enfantin consécutif à une violente agression. S'exprime souvent en alexandrins. Considéré avec Danglard comme « poids lourd intellectuel » de la brigade.

### Romans policiers

#### SérieLes Évangélistes
1. Debout les morts (1995)
2. Un peu plus loin sur la droite (1996)
3. Sans feu ni lieu (1997)

Les Évangélistes apparaissent également dans plusieurs romans liés au commissaire Adamsberg.

#### SérieCommissaire Jean-Baptiste Adamsberg
1. L'Homme aux cercles bleus (1991) — Prix du festival de Saint-Nazaire 1992.
2. L'Homme à l'envers (1999) — Grand prix du roman noir de Cognac 2000, Prix Mystère de la critique 2000.
3. Pars vite et reviens tard (2001) — Prix des libraires 2002, Grand prix des lectrices de Elle 2002, Deutscher Krimipreis.
4. Sous les vents de Neptune (2004)
5. Dans les bois éternels (2006)
6. Un lieu incertain (2008)
7. L'Armée furieuse (2011)
8. Temps glaciaires (2015) — Prix Landerneau polar 2015.
9. Quand sort la recluse (2017)
10. Sur la dalle (2023)

#### Autres romans
- Les Jeux de l'amour et de la mort (1986)
- L'École du crime (1987, inédit[22])
- Ceux qui vont mourir te saluent (1994, ce roman est le troisième publié mais a été rédigé en 1987, avant L'Homme aux cercles bleus)

### Recueil de nouvelles

#### SérieCommissaire Jean-Baptiste Adamsberg
- Coule la Seine (2002), recueil de trois nouvelles où apparaît Jean-Baptiste Adamsberg, avec des illustrations inédites de Baudoin comprenant :
  - Salut et Liberté (1997, initialement publié dans le journal Le Monde)
  - La Nuit des brutes (1999, initialement publié dans Contes noirs de fin de siècle)
  - Cinq francs pièce (2000, initialement publié dans Des mots pour la vie — Le secours populaire français)

### Bandes dessinées

#### SérieCommissaire Jean-Baptiste Adamsberg
- Les Quatre Fleuves, scénario de Fred Vargas, dessins de Baudoin (2000) - Prix ALPH-ART du meilleur scénario, Angoulême 2001[23].
- Le Marchand d'éponges, adaptation de la nouvelle Cinq francs pièce déjà incluse dans le recueil Coule la Seine, dessins de Baudoin (2010)

### Documents et essais
- Petit traité de toutes vérités sur l'existence, Paris, Viviane Hamy, 2001, réédition, Paris, J'ai Lu, 2001
- Critique de l'anxiété pure, Paris, Viviane Hamy, 2003, réédition, Paris, Flammarion, coll. « Librio », 2010
- La Vérité sur Cesare Battisti / textes et documents rassemblés par Fred Vargas, Paris, Viviane Hamy, 2004
- Carlos A. Lungarzo, Cesare Battisti les coulisses obscures / Présentation et préface réalisées par Fred Vargas. Traduit du portugais (brésilien) par Baptiste Baudoin (2014)
- L'Humanité en péril. Virons de bord, toute ! Paris, Flammarion, 2019, édition augmentée : Paris, Flammarion poche, 2020
- Quelle chaleur allons-nous connaître ? Quelles solutions pour nous nourrir ? L'Humanité en péril, 2, Paris, Flammarion, 2022

### Adaptations

#### En livres audio
- Pars vite et reviens tard, publié en livre audio, lu par Thierry Janssen, Paris, 2012, éd. Audiolib, 2 disques compacts (durée : 10 h 12),  (ISBN 9782356414243), (BNF 42620777)).
- L'Armée furieuse, publié en livre audio, lu par Thierry Janssen, Paris, 2012, éd. Audiolib, 2 disques compacts (durée : 12 h 0),  (ISBN 9782356414250), (BNF 42580596)).
- Un lieu incertain, publié en livre audio, lu par Thierry Janssen, Paris, 2013, éd. Audiolib, 2 disques compacts (durée : 11 h 0),  (ISBN 9782356415622), (BNF 43532776)).
- Dans les bois éternels, publié en livre audio, lu par Thierry Janssen, Paris, 2013, éd. Audiolib, 2 disques compacts (durée : 12 h 26),  (ISBN 9782356415608), (BNF 43604295)).
- Sous les vents de Neptune, publié en livre audio, lu par François Berland, Paris, 2014, éd. Audiolib, 1 disque compact (durée : 10 h 49),  (ISBN 9782356417336), (BNF 43780666)).
- L'Homme aux cercles bleus, publié en livre audio, lu par Jacques Frantz, Paris, 2014, éd. Audiolib, 1 disque compact (durée : 6 h 23),  (ISBN 9782356417756), (BNF 43879257)).
- L'Homme à l'envers, publié en livre audio, lu par Jacques Frantz, Paris, 2015, éd. Audiolib, 1 disque compact (durée : 8 h 55),  (ISBN 9782356417749)).
- Coule la Seine , publié en livre audio, lu par Jacques Frantz, Paris, 2015, éd. Audiolib, 1 disque compact (durée : 2 h 55),  (ISBN 9782356418548)).
- Temps glaciaires , publié en livre audio, lu par Thierry Janssen, Paris, 2015, éd. Audiolib, 2 disques compact (durée : 12 h 53),  (ISBN 9782356419590)).
- Quand sort la recluse , publié en livre audio, lu par Thierry Janssen, Paris, 2017, éd. Audiolib, 1 disque compact (durée : 11 h 54),  (ISBN 9782367625454)).

#### Au cinéma
- 2007 : Pars vite et reviens tard de Régis Wargnier

#### À la télévision
- 2008 : Sous les vents de Neptune de Josée Dayan
- 2009 : L'homme aux cercles bleus de Josée Dayan
- 2009 : L'homme à l'envers de Josée Dayan
- 2010 : Un lieu incertain de Josée Dayan
- 2019 : Quand sort la recluse de Josée Dayan
- 2024 : Sur la dalle de Josée Dayan

#### À la radio
- 2013 : Pars vite et reviens tard[24]. Adaptation sous forme de feuilleton radiophonique pour France Culture. Réalisation : Cédric Aussir. Adaptation : Katell Guillou. Conseillère littéraire : Emmanuelle Chevrière.
- 2017 : Debout les morts[25]. Adaptation sous forme de feuilleton radiophonique pour France Culture. Adaptation de Claire Le Luhern, réalisation : Sophie-Aude Picon, conseillère littéraire : Emmanuelle Chevrière.

## Récompenses et succès éditorial
| Œuvre récompensée                                                                  | Prix |
| Les Jeux de l'amour et de la mort                                                  | - Prix du festival de Cognac 1986 |
| L'Homme aux cercles bleus                                                          | - Prix du festival de St Nazaire 1992 |
| Debout les morts                                                                   | - Prix du roman policier francophone de la ville du Mans 1995 - Prix Mystère de la critique 1996                                          |
| Salut et Liberté (nouvelle, Le Monde, 19/07/1997)                                  | - Trophée 813 de la Meilleure nouvelle 1997                                                                                               |
| L'Homme à l'envers                                                                 | - Prix Sang d'encre des Lycéens 1999 - Trophée 813 du Meilleur roman francophone 1999 - Grand Prix du roman noir de Cognac 2000           |
| Les Quatre Fleuves                                                                 | - Alph-Art du scénario au festival d'Angoulême 2001                                                                                       |
| Pars vite et reviens tard                                                          | - Grand prix des lectrices de Elle 2002 - (catégorie policier) - Prix des libraires 2002 - Trophée 813 du Meilleur roman francophone 2002 |
| Fliehe weit und schnell (trad. en allemand de Pars vite et reviens tard)           | - Deutscher Krimipreis 2004 |
| Sous les vents de Neptune                                                          | - Trophée 813 du Meilleur roman francophone 2004                                                                                          |
| Dans les bois éternels                                                             | - Trophée 813 du Meilleur roman francophone 2006                                                                                          |
| The Three Evangelists (trad. en anglais de Debout les morts)                       | - Duncan Lawrie International Dagger 2006 (for the best crime novel translated into English)                                              |
| Wash this Blood Clean from my Hand (trad. en anglais de Sous les vents de Neptune) | - Duncan Lawrie International Dagger 2007 (for the best crime novel translated into English)                                              |
| Temps glaciaires                                                                   | - Prix Landerneau polar 2015 |

À ces récompenses s'ajoute un grand succès éditorial notamment dans le classement des auteurs en fonction du chiffre de ventes fait par Le Figaro :
- 2008 : 3e, avec 1,082 million d'exemplaires vendus[31] ;
- 2009 : 5e, avec 633 000 exemplaires vendus[32] ;
- 2010 : 8e, avec 508 000 exemplaires vendus[33].
- 2011 : 5e, avec 790 500 exemplaires vendus[34]
- 2015 : 5e, avec 708 100 exemplaires vendus[35]
- 2017 : 6e, avec 672 900 exemplaires vendus[36]

## Travaux scientifiques
Sous son vrai nom Frédérique Audoin-Rouzeau, elle a signé les ouvrages suivants :
- Ossements animaux du Moyen Âge au monastère de la Charité-sur-Loire, Paris, Publications de la Sorbonne (1986)
- Hommes et animaux en Europe : corpus de données archéozoologiques et historiques, Paris, CNRS (1993)
- Les Chemins de la peste, le rat, la puce et l'homme, PU Rennes (2003, réédition en 2007)
- Un aliment sain dans un corps sain : Perspectives historiques (sous la direction de Frédérique Audoin-Rouzeau et Françoise Sabban), coll. « A boire et à manger » - Tables des Hommes, PU François Rabelais (2007)

## Prédiction d'une pandémie telle que celle de la Covid-19
Dans l'émission de télévision Tout le monde en parle du 29 avril 2006, Fred Vargas est interrogée par Thierry Ardisson sur sa vision d'une future pandémie mondiale. Elle la prédit dans les 5 ans et dresse un tableau comportant de nombreuses similitudes avec la réalité, 13 ans plus tard, de la pandémie de Covid-19, notamment les modes de propagation, la nécessité de quarantaine et de limitation des déplacements, les incapacités de l'Etat ou encore le risque de « dislocation sociale ». Elle a ainsi imaginé et conçu avec sa sœur un prototype de cape protectrice individuelle pouvant être fabriquée chez soi et permettant d'être protégé pour sortir faire ses courses alimentaires.